# 大扎戈里夫卡
51°10′25″N 32°29′10″E / 51.17361°N 32.48611°E
大扎戈里夫卡（烏克蘭語：Велика Загорівка），是烏克蘭北部的村莊，隸屬切爾尼希夫州的尼任區。該村始建於1575年，面積3平方公里，海拔高度131米，2006年人口1,562。